# Britain's Worst Driver
Britain's Worst Driver foi uma série de Televisão criada por Quentin Willson e produzida pela Mentorn. Foi apresentada no  canal Five no Reino Unido. Em episódios de 30 minutos, os piores condutores escolhidos pelos telespectadores recuperavam as suas cartas de condução através da realização de diversos desafios de condução. O pior condutor de todos recebeu o titulo de Britain's Worst Driver. O sucesso da série levou ao aparecimento de outras versões no Reino Unido bem como a outras internacionais.

## Reino Unido
- Britain's Worst Celebrity Driver
- World's Worst Driver
- Britain's Worst Driver 2003

## Versões internacionais

### Austrália
- Australia's Worst Driver

### Austria
- Österreichs schlechtester Autofahrer

### Bélgica
- Y'a pas pire conducteur

### Canadá
- Canada's Worst Driver
- Canada's Worst Drivers vs. The World

### Dinamarca
- Danmarks Værste Bilist

### Nova Zelândia
- New Zealand's Worst Driver

### Polonia
- Najgorszy polski kierowca

### Portugal
- O pior condutor de sempre

### Suécia
- Sveriges värsta bilförare

### Suíça
- Y'a pas pire conducteur en Suisse romande

### EUA
- America's Worst Driver